# Mansfield (Massachusetts)
Mansfield è un comune degli Stati Uniti d'America facente parte della contea di Bristol nello stato del Massachusetts.

## Storia
Mansfield fu fondata nel 1659 e fu incorporata alle altre colonie nel 1775. Fu chiamata così per William Murray, primo conte di Mansfield, membro della camera dei Lord. Mansfield è famosa per essere la sede del Tweeter Center (conosciuto in passato come The Great Woods), ossia una famosissima arena dove si tengono numerosi concerti.
Benjamin E. Bates, industriale e filantropo, colui che fondò il Bates College, nacque a Mansfield nel 1808.

## Geografia fisica
Nel paese vi sono 5 aree protette; dalla più grande alla più piccola: Great Woods Conservation Area, Maple Park Conservation Area, York Conservation Area, Marie Strese Conservation Area e Sweet Pond Conservation Area. La cittadina è attraversata dai fiumi Canoe, Rumford e Wading, e da alcuni ruscelli, facenti parte del bacino del fiume Taunton
Mansfield si trova 45 km a sud di Boston, 23 km a ovest di Brockton e 30 km a nord di Providence. Confina a nord con Foxborough, a est con Easton, a sud con Norton e a ovest con Attleboro e North Attleborough.